# マルコ・コン
マルコ・コン（セルビア語:Марко Кон / Marko Kon、1972年4月20日）は、セルビアのソングライター、演奏家、歌手。ユーゴスラビア連邦・セルビア社会主義共和国（現・セルビア共和国）のベオグラード出身。マルコ・コンは、ロシアのモスクワで行われるユーロビジョン・ソング・コンテストの2009年大会にミラン・ニコリッチとともにセルビア代表として参加し、楽曲「Cipela」を歌った。

## 来歴
マルコ・コンはアレクサンダル・コバツ（Александар Кобац / Aleksandar Kobac）とともにセルビアのポピュラー・ミュージックの製作を担う人物として、800を超える楽曲を書き挙げ、また1000を超える楽曲の録音にバック・ボーカルとして参加している。
2006年のベオヴィジヤではフラミンゴシの優勝に関わり、2008年にはユーロビジョン・ソング・コンテスト2008のモンテネグロ代表であったステファン・フィリポヴィッチ（Stefan Filipović）の楽曲「Zauvijek volim te」の共同作曲者、共同編曲者であった。
マルコ・コンは2008年、楽曲「Cipela」でソロ歌手としてデビューし、この楽曲で翌年のベオヴィジヤに優勝して2009年のユーロビジョン大会のセルビア代表の地位を獲得した。

## その他
ユーロビジョン・ソング・コンテスト2004のセルビア・モンテネグロ代表であるジェリコ・ヨクシモヴィッチとは誕生年月日が同じであり、共にベオグラードで生まれた。マルコ・コンが2000年のセルビア代表に決まった2009年のベオヴィジヤでは、ヨクシモヴィッチは審査員として大会に参加し、マルコ・コンに最高得点である12点を与えている。